# میتکو تسنوف
میتکو تسنوف (بلغاری: Митко Ценов؛ زادهٔ ۱۳ ژوئن ۱۹۹۳) ورزشکار دو و میدانی اهل بلغارستان است.